# Marija Čudina
Marija Čudina (Lovinac 21. novembar 1937 — Beograd, 25. septembar 1986) je bila српска pesnikinja.

## Život i rad
Završila je gimnaziju u Sisku, a potom je u Zagrebu studirala jugoslavenske jezike i književnosti.
Jedno vreme je živela i radila u Zagrebu. Sa Leonidom Šejkom se upoznala u Splitu, gde je on bio u vojsci, a ona kao novinar radila u listu „Slobodna Dalmacija“.
Godine 1961. udaje se za umjetnika Leonida Šejku te sele zajedno u Beograd. U Beogradu je živela od 1966. godine gdje će ostati do njezine smrti 1986. godine.
Objavila je zbirke pesama: „Nestvarne devojčice“ (1958), „Čađ i pozlata“ (1963), „Pustinja“ (1966) koju je izdala zajedno sa Leonidom Šejkom i Slobodanom Mašićem, „Tigar“ (1971), „Paralelni vulkani“ (1982), „Divlja duša“ (1986) i knjigu proznih zapisa „Amsterdam“ (1975).
Bila je supruga Leonida Šejke i jedan od osnivača Mediale, što je osporavano.

## Bibliografija
- Zbirke pesama: 
  - „Nestvarne devojčice“ (1958)[1],
  - „Čađ i pozlata“ (1963),[1]
  - „Pustinja“ (1966) koju je izdala zajedno sa Leonidom Šejkom i Slobodanom Mašićem, „Tigar“ (1971),[3]
  - „Paralelni vulkani“ (1982),
- Lirsko-esejistička knjiga
  - „Divlja duša“ (1986)[3]
- Knjiga proznih zapisa: 
  - „Amsterdam“ (1975)[1]

Posmrtno su objavljeni romani: Nož punog mjeseca (1989) i Nevolje (2005);  knjiga Leonid Šejka: knjiga za razgledanje (2005) i Pjesme (2005).